# Wasilis Georgiadis
Wasilis Georgiadis, gr. Βασίλης Γεωργιάδης (ur. 12 sierpnia 1921 w Dardanelach, zm. 30 kwietnia 2000 w Atenach) – grecki reżyser filmowy i telewizyjny.
Szczyt popularności osiągnął w latach 60. XX w. Dwa jego filmy, Czerwone latarnie (1963) i Ziemia we krwi (1965), były nominowane do Oscara dla najlepszego filmu nieanglojęzycznego. Pierwszy z nich opowiadał o prostytutkach z portowego Pireusu, drugi zaś był historią konfliktu między posiadaczami ziemskimi a pracownikami rolnymi w Tesalii początku XX w.
Sukcesem okazał się także film Dziewczęta na słońcu (1968), opowiadający o uczuciu rodzącym się między greckim pasterzem a brytyjską turystką. Obraz był nominowany do Złotego Globu za najlepszy film nieanglojęzyczny.